# Rudolf Lüters
Rudolf Lüters, né le 10 mai 1883 à Darmstadt et mort le 24 décembre 1945 à Krasnogorsk, est un General der Infanterie allemand qui a servi au sein de la Heer, dans la Wehrmacht, pendant la Seconde Guerre mondiale.

## Biographie
Il rejoint l'armée le 2 novembre 1902 dans le 118e régiment d'infanterie (de) en tant que Fahnenjunker. Il y est d'abord promu enseigne le 18 juin 1903, puis lieutenant le 24 avril 1904. En 1909, il est nommé adjudant du 3e bataillon et promu lieutenant le 18 avril 1913. En tant que tel, Lüters reçoit le 1er octobre le commandement de l'école de guerre de Potsdam pour y travailler comme officier d'inspection.
Lorsque la Première Guerre mondiale éclate, Lüters prend la tête d'une compagnie du 88e régiment d'infanterie de réserve et intervient avec l'unité sur le front occidental. Blessé pour la première fois en septembre, Lüters est promu capitaine le 24 décembre 1914 et, après sa guérison, devient à la mi-juin 1915 chef de compagnie du 116e régiment d'infanterie (de).
Pendant la Seconde Guerre mondiale, il est nommé commandant de la 223e division d'infanterie le 6 mai 1941, participant au sein de cette unité à l'invasion de l'Union soviétique jusqu'au 19 octobre. Le 1er novembre 1942, il est nommé commandant des troupes allemandes en Croatie. Il est promu General der Infanterie le 1er février 1943 et devient le premier commandant du 15e corps d'armée de montagne nouvellement créé le 25 août. Il participe à de nombreuses opérations anti-partisans en Croatie, notamment à l'opération Fall Weiss dirigé par Alexander Löhr et l'opération Schwarz considérée comme la 5e offensive anti-Partisans en Yougoslavie qui connaitra son point culminant lors de la bataille de la Sutjeska.
Le 31 juillet 1944, Lüters quitte l'armée et prend sa retraite. Capturé par les soviétiques à la fin de la guerre, il meurt en détention le jour de Noël 1945.

## Décorations
- Croix de fer (1914) 2e et 1re classe[1]
- Ordre de Hohenzollern avec épées [1]
- Pour le Mérite[1] le 30 septembre 1918
- Insigne des blessés (1918) en noir[1]
- Médaille de bravoure de Hesse[1]
- Croix de fer 2e et 1re classe
- Croix allemande en or le 30 avril 1943